# NGC 727
NGC 727 è una vasta galassia a spirale intermedia e relativamente allungata, situata nella costellazione della Fornace, a una distanza di circa 474 milioni di anni luce dalla nostra Via Lattea.

## Scoperta
La galassia è stata scoperta il 1 settembre 1834 dall'astronomo britannico John Herschel e le venne assegnato il codice NGC 727. Lo stesso Herschel riosservò la galassia nel 1837, senza rendersi conto che si trattava dello stesso oggetto già descritto in precedenza. Per questo la galassia è stata inserita nel New General Catalogue anche con il codice NGC 729.

## Descrizione
NGC 727 ha una classe di luminosità I-II.